# Левитская, Ирина Георгиевна
Ири́на Гео́ргиевна Леви́тская (14 февраля 1927, Киев — 24 сентября 2012) — украинская художница, член Национального союза художников Украины (с 1963 года), заслуженный художник Украины (2007), лауреатка международной премии им. П. П. Гулака-Артемовского.

## Биография
Родилась в Киеве. В 1954 году окончила Львовский государственный институт прикладного и декоративного искусства. Педагоги по специальности — И. И. Бокшай, Р. Сильвестров. Работала в области живописи, графики, монументального искусства.

## Творчество
- Оформление экспозиции в Этнографическо-мемориальном музее Владимира Гнатюка в с. Велесневе (1967).
- Витражи в Черниговском историческом музее им. В. Тарнавского
- Витражи в Переяслав-Хмельницком археологическом музее (1972—1975).
- Витражи и чеканки на станциях метро «Почтовая площадь», «Контрактовая площадь» (в соавторстве, 1976), «Лесная» (в соавторстве, 1979).
- Серия акварелей, литографий, линогравюр «История Киевской Руси» (1970—1990).

## Семья
- Дочь: Левитская, Мария Сергеевна (род. 1955) — художница-сценограф, главная художница Национальной оперы Украины (с 1989), народный художник Украины (2006), лауреатка Государственной премии им. Т. Г. Шевченко (2003), член-корреспондент Академии искусств Украины (2004).

## Изображения

Витраж на станции метро «Почтовая площадь»
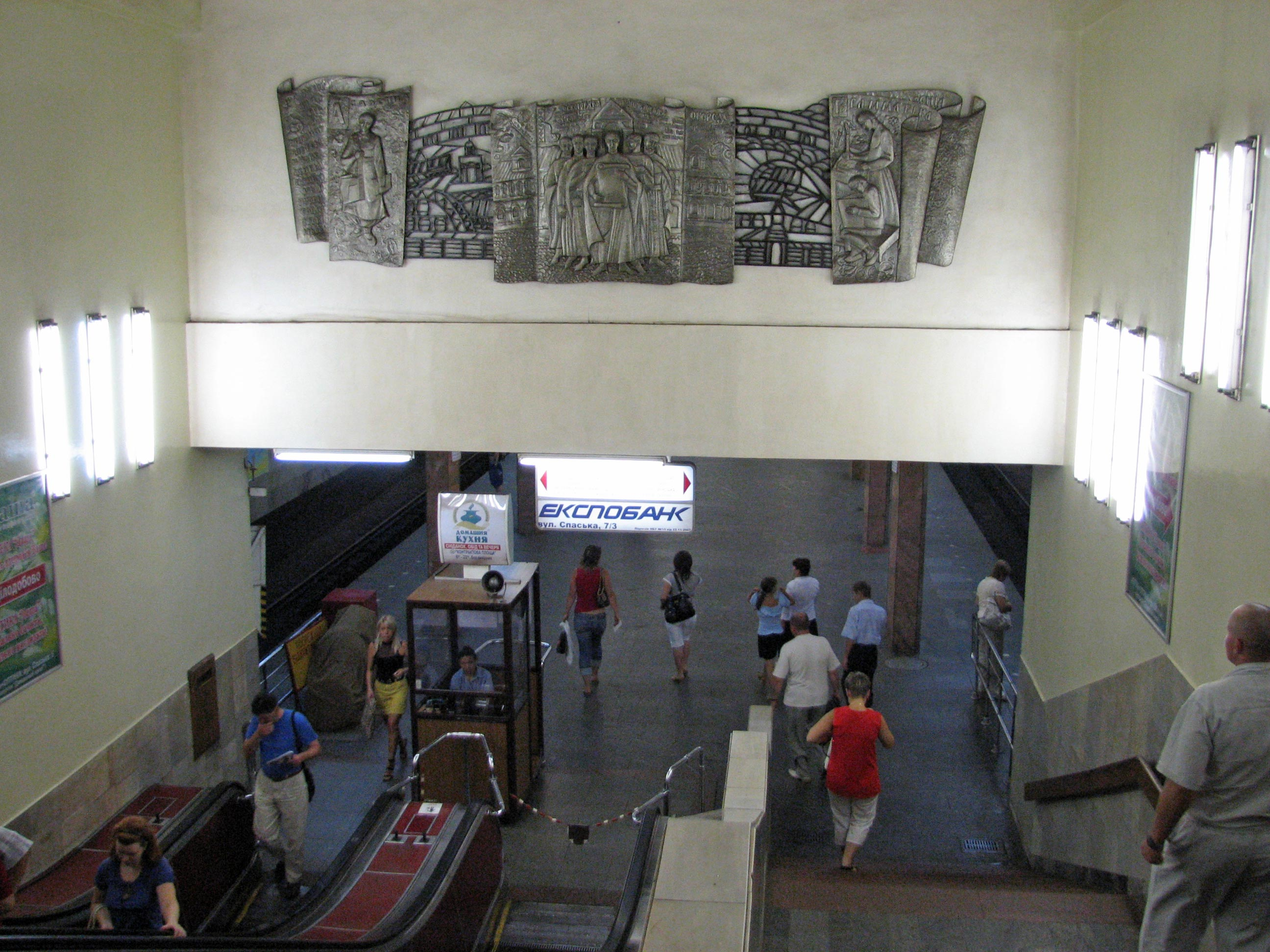
Чеканка на станции метро «Контрактовая площадь»
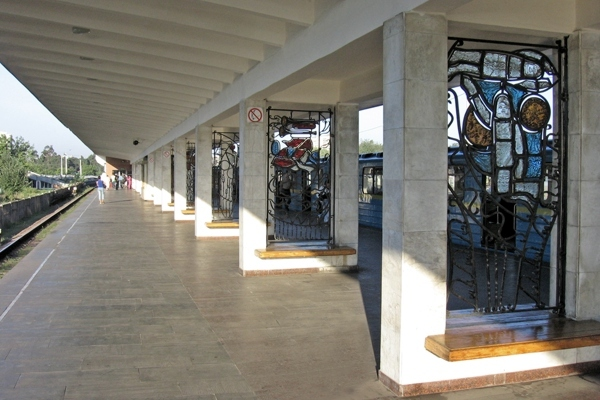
Станция метро «Лесная»